# Secular Talk

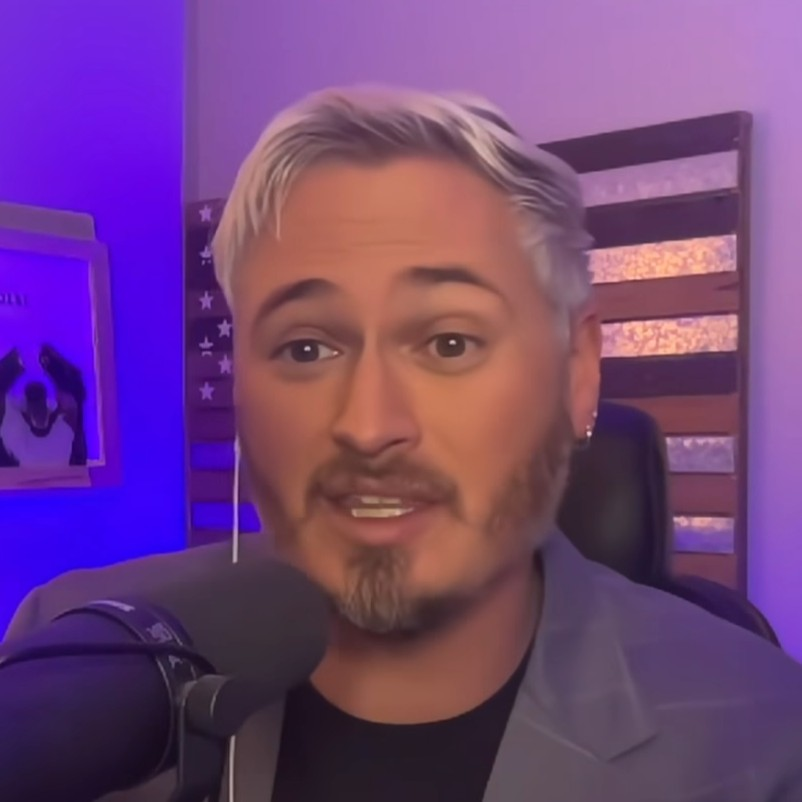
Host Kyle Kulinski (2024)

Secular Talk ist eine Talkshow. Moderator der Sendung ist der agnostisch-atheistische Radiokommentator Kyle Kulinski. Die Show, die von New Rochelle, New York aus sendet, setzt sich mit Politik und Religion in den USA auseinander und dauert 90 Minuten. Gelegentlich werden auch Themen aus dem Ausland behandelt. Premiere der Sendung war am 21. April 2008.
Auf YouTube gehört die Show zu den fünftmeistrezipierten Shows. Sie ist kurz hinter dem offiziellen Kanal des Weißen Hauses.
Secular Talk nimmt grundsätzlich einen sozialdemokratischen, agnostisch-atheistischen Standpunkt ein. Kritisiert werden sowohl Demokraten als auch Republikaner. Allerdings ist die Einstellung im politischen Spektrum als liberal, also linksgerichtet, anzusehen. Kritik wird auch am Einfluss von Religiösen auf die politische Kultur der USA geübt. Ein Schwerpunkt liegt dabei auf dem protestantischen Christentum der amerikanischen Auslegung. Bei der US-Präsidentenwahl 2016 stand Secular Talk auf Seiten Bernie Sanders und später im Hauptwahlkampf Jill Steins, wobei er Wählern in sog. „Swing States“ empfahl, Hillary Clinton zu wählen. Während der US-Präsidentenwahl 2020 unterstützte er eine erneute Kandidatur Sanders. Nach dessen Niederlage gegen Joe Biden gab Kulinski bekannt, dass er im Hauptwahlkampf nicht für Biden stimmen werde.

## Kyle Kulinski
Kyle Kulinski wurde am 31. Januar 1988 in Westchester County, New York geboren. Seine Eltern sind polnischer und italienischer Herkunft. Er wurde als Katholik erzogen. In der High School wurde sein Interesse an Religion, Atheismus und Politik geweckt.